# Sven Waxell
Sven Waxell (ryska: Саве́лий Лавре́нтьевич Ва́ксель, Savelij Lavrentevitj Vaksel), född 1701, död 1762, var en rysk marinofficer uppvuxen i Stockholm. Han var son till Christina Sandberg och Lars Waxell, krögare på Södermalm i Stockholm. Sven Waxell tjänade redan som femtonåring vid engelska flottan och blev år 1725 styrman i Ryssland.
Han deltog i Vitus Berings andra expedition som avseglade 1741 där man för första gången kunde kartlägga Alaskas södra kust. På hemfärden övertog han i praktiken befälet över expeditionen då Bering var sjuk och avled i skörbjugg sedan skeppet lidit skeppsbrott vid ön som sedan fick namnet Berings ö. Waxell Ridge, ett bergmassiv mellan Bagley Icefield och Bering Glacier i Alaska är uppkallat efter honom. Han skrev en bok om händelserna med titeln Den stora expeditionen (på svenska 1953). Den finns också som ljudbok (1 CD på 8 tim.) utgiven 2001.